# Kirchehrenbach

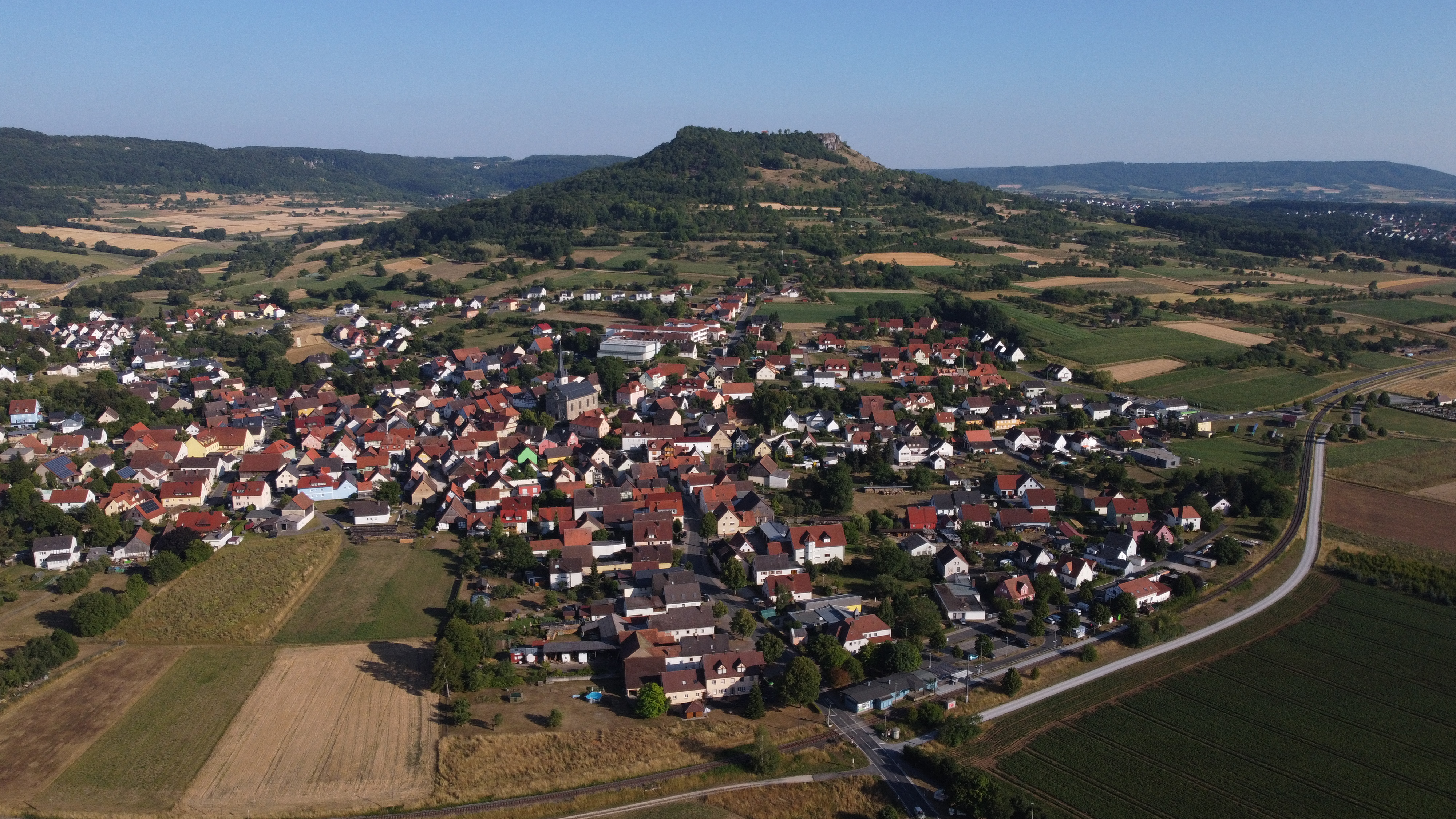
Luftbild des Ortskerns von Kirchehrenbach, im Hintergrund die Ehrenbürg (2022)

Kirchehrenbach ist eine Gemeinde im oberfränkischen Landkreis Forchheim. Sie ist Mitglied der Verwaltungsgemeinschaft Kirchehrenbach.

## Geografie

### Geografische Lage

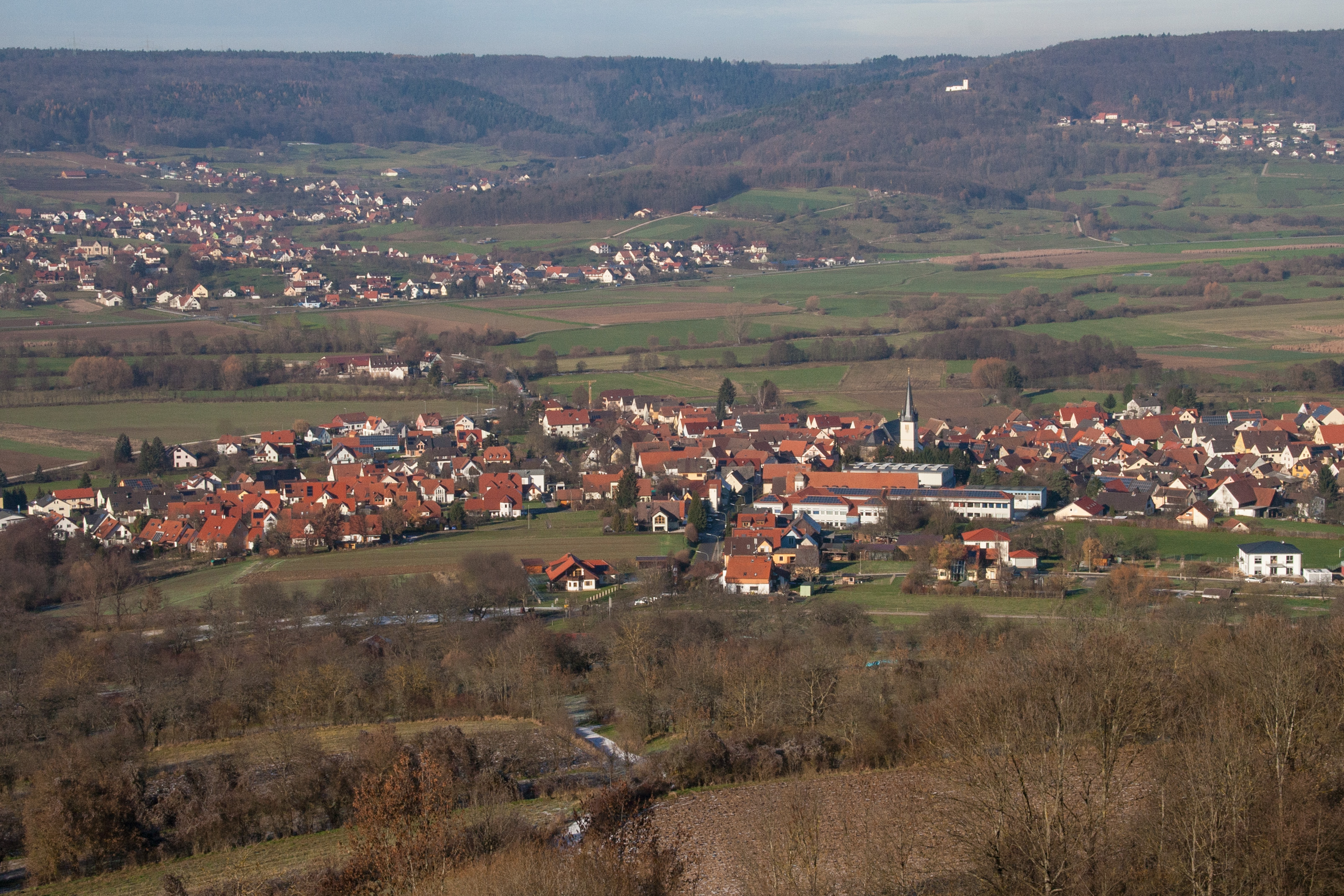
Kirchehrenbach, Blick vom Walberla

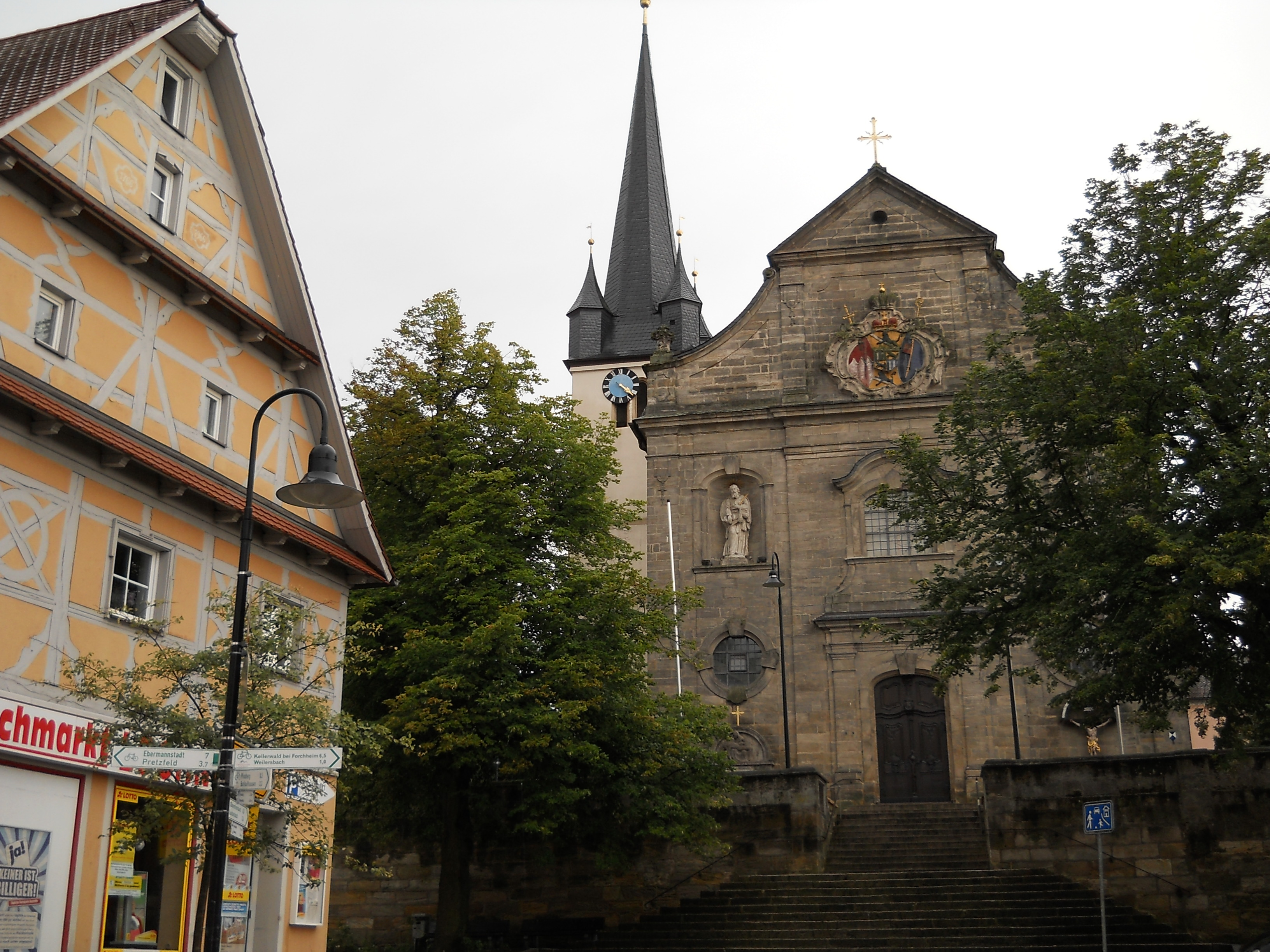
Pfarrkirche St. Bartholomäus in Kirchehrenbach

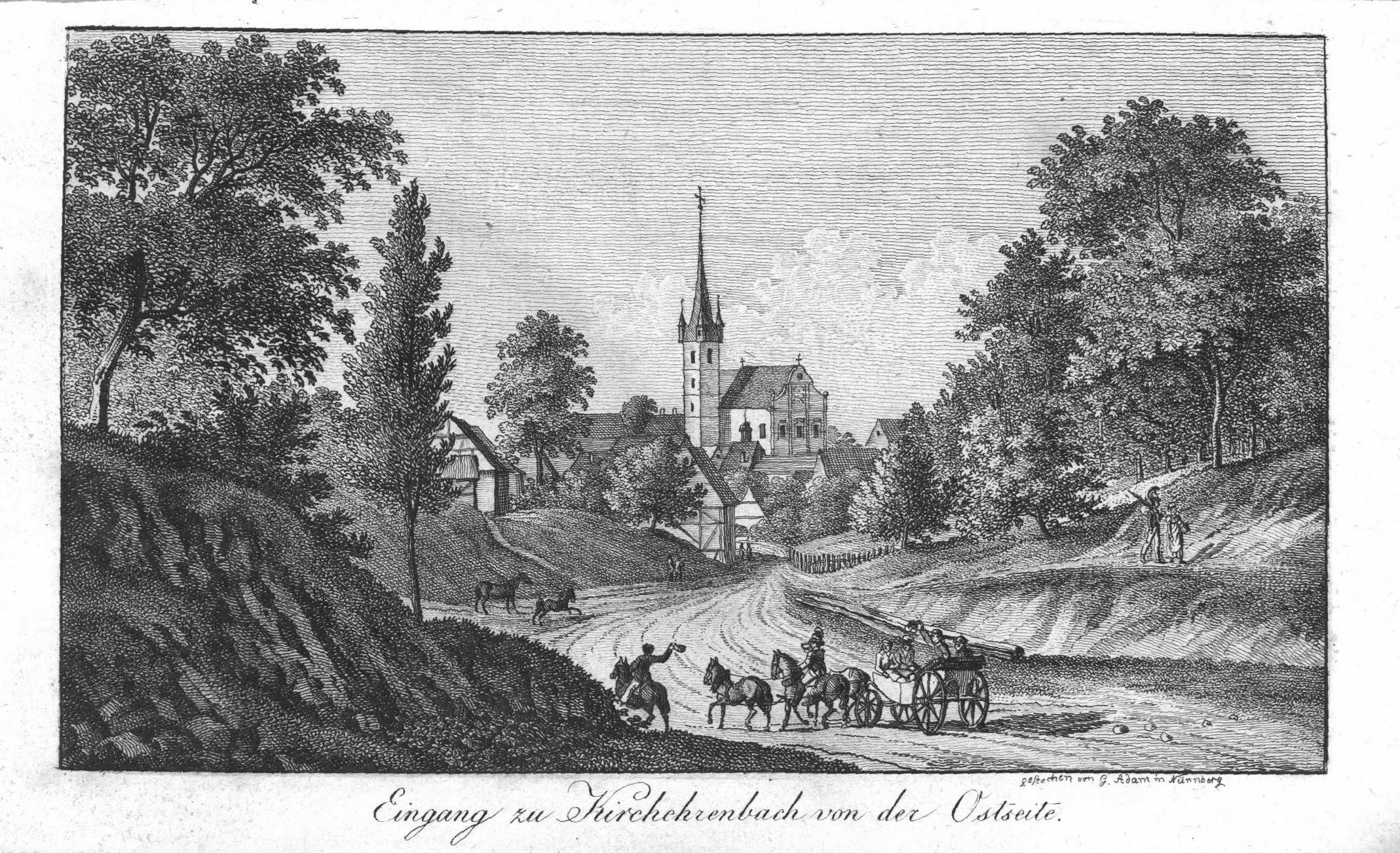
Kirchehrenbach von Osten, Stahlstich (1822) von G. Adam

Die Gemeinde liegt in der Fränkischen Schweiz am Fuße der Ehrenbürg (Walberla) am namensgebenden Ehrenbach.

### Gemeindegliederung
Die Gemeinde Kirchehrenbach hat 2 Gemeindeteile (in Klammern ist der Siedlungstyp angegeben):
- Kirchehrenbach (Pfarrdorf)
- St. Walpurgis (Kapelle)

Es gibt nur die Gemarkung Kirchehrenbach.

### Nachbargemeinden
Nachbargemeinden sind (von Norden beginnend im Uhrzeigersinn): Pretzfeld, Leutenbach, Wiesenthau, Forchheim, Weilersbach.

## Geschichte
Die erste urkundliche Erwähnung des Orts erfolgte im Jahre 1089 als „Arinbach“. Kirchehrenbach gehörte bis 1803 zum Hochstift Bamberg, das ab 1500 im Fränkischen Reichskreis lag, und kam im Zuge der Umwälzungen während der Napoleonischen Kriege zum Königreich Bayern.

## Politik

### Bürgermeister
Erste Bürgermeisterin ist seit 2008 Anja Gebhardt (SPD). Deren Vorgänger war Waldemar Hofmann (CSU).

### Gemeinderat
Der Gemeinderat von Kirchehrenbach hat 14 Mitglieder zuzüglich der Ersten Bürgermeisterin.
|      | CSU | Freie Wähler- gemeinschaft | SPD | Junge Bürger (JB) | Gesamt   |  |
| 2008 | 7   | 2                          | 5   | –                 | 14 Sitze |  |
| 2014 | 5   | 2                          | 5   | 2                 | 14 Sitze |  |
| 2020 | 6   | 3                          | 5   | –                 | 14 Sitze |  |

(Stand: Kommunalwahl am 15. März 2020)

### Wappen
| Wappen der Gemeinde Kirchehrenbach | Blasonierung: „Über rotem Schildfuß, darin ein silberner Wellenbalken, in Blau auf silbernem Berg eine eintürmige silberne Kirche mit roten Dächern.“ |
| Wappen der Gemeinde Kirchehrenbach | Wappenbegründung: Ein Gemeindesiegel mit der Jahreszahl 1790 ist überliefert. Die Gemeinde stellte 1836 bei der Regierung des Obermainkreises einen Antrag und bat um Erlaubnis zur Weiterführung des alten Siegels mit dem Bild einer Kirche auf einem Berg mit je einem Engel links und rechts vom Kirchturm. Der Berg und die Kapelle stellen die Walburgiskapelle auf der Ehrenbürg dar, die im Volksmund Walberla genannt wird. Die Ehrenbürg ist ein Inselberg und liegt zwischen Kirchehrenbach, Leutenbach und Schlaifhausen. Die am Abschluss des markanten Hochplateaus errichtete Kapelle ist seit etwa 1300 bezeugt. In der Kapelle werden eine Figur der heiligen Walburga aus dem 16. Jahrhundert sowie zwei Apostelfiguren aus dem späten 17. Jahrhundert verehrt. Es entwickelte sich eine Wallfahrt dorthin, aus der schließlich das jährlich am 1. Mai abgehaltene Walberlafest entstand. Der Wellenbalken steht für den Ortsnamen und bezieht sich vermutlich auf den Kirchehrenbach durchfließenden Ehrenbach. Die Farben Rot und Silber sind die Farben des Hochstifts Bamberg und weisen auf die enge Beziehung des Ortes zum Bistum hin. Die Gemeinde führt das Wappen seit dem 18. Jahrhundert. |

### Partnerschaften
- Hassel (Weser) seit 1987

## Verkehr
Die Gemeinde hat einen Haltepunkt an der Bahnstrecke Forchheim–Behringersmühle, der stündlich durch die Linie RB 22 bedient wird. Sie ist in das Tarifgebiet des Verkehrsverbundes Großraum Nürnberg integriert.

## Kultur und Sehenswürdigkeiten

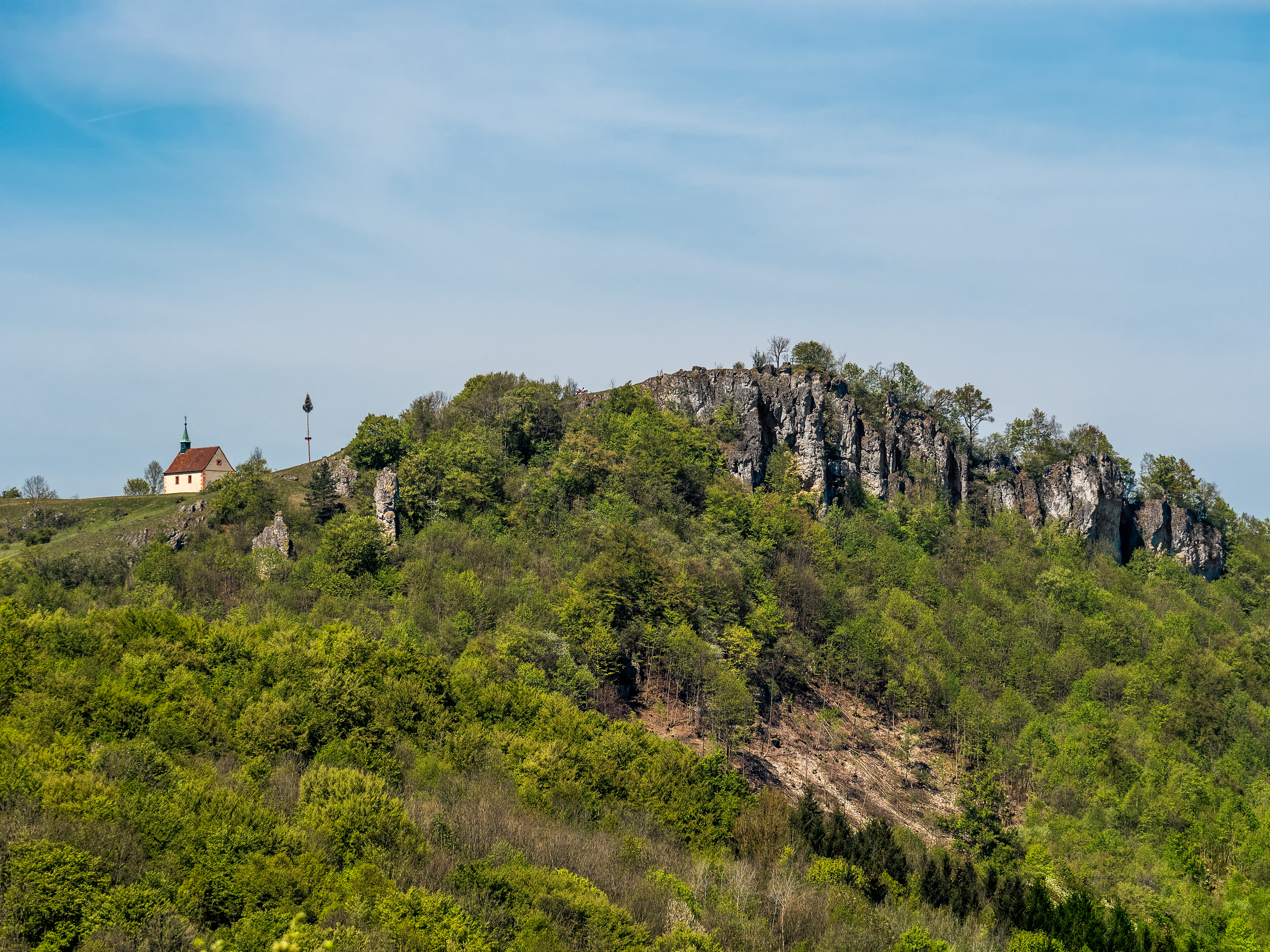
Walberla

- Naturschutzgebiet und Geotope Ehrenbürg
- Pfarrkirche St. Bartholomäus
- Rathaus (Kirchehrenbach)

## Persönlichkeiten

### Söhne und Töchter der Gemeinde
- Johann Georg Kraus (1787–1868), Politiker, Mitglied der Abgeordnetenkammer des Bayerischen Landtages
- Carl Mertel (1809–1873), Jurist und Politiker
- Georg Lochner (1824–1910), deutscher Tischler, Mitglied des Generalrats der Internationalen Arbeiterassoziation
- Nikolaus Pieger (1900–1983), katholischer Prälat und Begründer der Aussiedlerseelsorge in der Bundesrepublik Deutschland
- Johann Schütz (1913–2010), Jurist und Rechtswissenschaftler, Präsident des OLG Bamberg

### Persönlichkeiten, die in dieser Gemeinde gewirkt haben
- Von 1523 bis 1525 lebte der fränkische Humanist und Kartograph Johannes Schöner (1477–1547) als Frühmesser und Pfarrverweser in Kirchehrenbach.[6]